# Corjolens
Corjolens (toponimo francese) è una frazione del comune svizzero di Avry, nel Canton Friburgo (distretto della Sarine).

## Storia

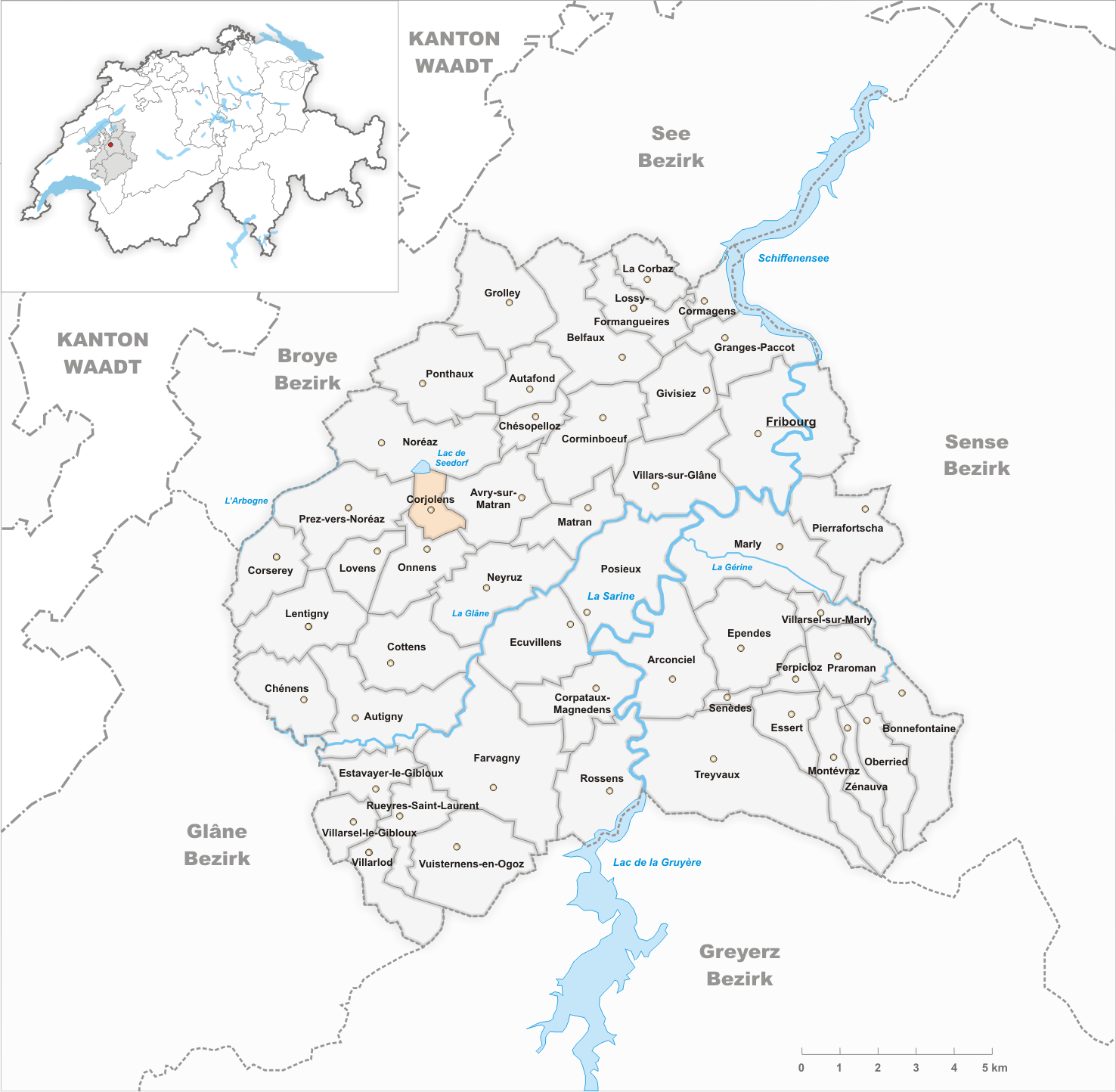
Il territorio del comune di Corjolens prima degli accorpamenti comunali del 2001

Già comune autonomo, nel 2001 è stato accorpato all'altro comune soppresso di Avry-sur-Matran per formare il nuovo comune di Avry.

## Società

### Evoluzione demografica
L'evoluzione demografica è riportata nella seguente tabella:
Abitanti censiti

## Amministrazione
Ogni famiglia originaria del luogo fa parte del comune patriziale che ha la responsabilità della manutenzione di ogni bene comune.